# John Gillespie (Fußballspieler, 1870)
John Gillespie (* 15. November 1870 in Denny; † 4. September 1933 in Edinburgh) war ein schottischer Fußballspieler.

## Karriere
1893 gewann John Gillespie mit dem FC Queen’s Park den schottischen Pokal. 1896 lief der damals 25-Jährige Abwehrspieler einmal für die schottische Nationalmannschaft in einem Spiel gegen Wales auf, in dem er beim 4:0-Erfolg in Dundee die Schotten als Mannschaftskapitän anführte.
Gillespie starb am 4. September 1933 in Edinburgh.